# Lijst van kleine groepen
De onderstaande lijst in de wiskunde bevat de eindige groepen van kleine orde. Groepen, die isomorf zijn worden één keer vermeld.
De lijst kan worden gebruikt om te bepalen met welke bekende groep een gegeven eindige groep G isomorf is: bepaal eerst de orde van G, zoek dan de kandidaten met dezelfde orde in de onderstaande lijst. Als men weet of G al of niet abels is, kunnen sommige kandidaten meteen worden geëlimineerd. Om onderscheid te maken tussen de overblijvende kandidaten, kan men naar de orde van de elementen van de groep kijken en deze orde vervolgens vergelijken met de orden van de elementen van de kandidaat-groep.

## Glossarium
- Zn: de cyclische groep van orde n (vaak wordt de notatie Cn gebruikt, of Z/nZ).
- Dihn: de dihedrale groep van orde 2n (vaak wordt de notatie Dn of D2n gebruikt )
- Sn: de symmetrische groep van graad n, die de n! permutaties van n opeenvolgende bevat.
- An: de alternerende groep van graad n, die de n!/2 even permutaties van n elementen bevat.
- Dicn: de dicyclische groep van orde 4n.

De notaties Zn en Dihn hebben het voordeel dat de puntgroepen in drie dimensies Cn en Dn niet dezelfde notatie hebben. Van hetzelfde abstracte groeptype zijn er meer isometriegroepen dan deze twee.
De notatie G × H staat voor het directe product van de twee groepen. G ⋊ H staat voor een semidirecte product, waar H op G inwerkt; wanneer de bijzondere actie van H op G is weggelaten, is het omdat alle mogelijke niet-triviale acties in dezelfde groep of in een daarmee isomorfe groep resulteren. 
De abelse en de enkelvoudige groepen worden gegeven. Voor groepen van orde n < 60, zijn de enkelvoudige groepen precies de cyclische groepen  Zn, waar n een priemgetal is. We gebruiken het gelijkheidsteken ("=") om isomorfie aan te duiden.
Het identiteitselement in de cykelgrafen wordt door een zwarte cirkel aangegeven. De laagste orde, waarvoor de cykelgraaf niet uniek een groep  representeert is orde 16.
In de lijst van ondergroepen worden de triviale groep en de groep zelf niet vermeld. Wanneer er meer isomorfe ondergroepen zijn, wordt hun aantal tussen haakjes aangegeven.

## Lijst van kleine abelse groepen
De eindige abelse groepen kunnen gemakkelijk worden geclassificeerd: het zijn de cyclische groepen en hun directe producten.
| Orde | Groep                                | Ondergroepen                                | Eigenschappen | Cykelgraaf |
| ---- | ------------------------------------ | ------------------------------------------- | --- | ---------- |
| 1    | triviale groep = Z1 = S1 = A2        | -                                           | verschillende eigenschappen gelden triviaal                                                                        |            |
| 2    | Z2 = S2 = Dih1                       | -                                           | enkelvoudig, de kleinste niet-triviale groep                                                                       |            |
| 3    | Z3 = A3                              | -                                           | enkelvoudig |            |
| 4    | Z4                                   | Z2                                          | |            |
| 4    | Viergroep van Klein = Z2 × Z2 = Dih2 | Z2 (3)                                      | de kleinste niet-cyclische groep                                                                                   |            |
| 5    | Z5                                   | -                                           | enkelvoudig |            |
| 6    | Z6 = Z3 × Z2                         | Z3 , Z2                                     | |            |
| 7    | Z7                                   | -                                           | enkelvoudig |            |
| 8    | Z8                                   | Z4 , Z2                                     | |            |
| 8    | Z4 × Z2                              | Z2, Z4 (2), Z2 (3)                          | |            |
| 8    | Z23                                  | Z2 (7), Z2 (7)                              | de niet-identiteits elementen corresponderen met de punten in het Fano-vlak, de Z2 × Z2 ondergroepen met de lijnen |            |
| 9    | Z9                                   | Z3                                          | |            |
| 9    | Z32                                  | Z3 (4)                                      | |            |
| 10   | Z10 = Z5 × Z2                        | Z5 , Z2                                     | |            |
| 11   | Z11                                  | -                                           | enkelvoudig |            |
| 12   | Z12 = Z4 × Z3                        | Z6 , Z4 , Z3 , Z2                           | |            |
| 12   | Z6 × Z2 = Z3 × Z2                    | Z6 (3), Z3, Z2 (3), Z2                      | |            |
| 13   | Z13                                  | -                                           | enkelvoudig |            |
| 14   | Z14 = Z7 × Z2                        | Z7 , Z2                                     | |            |
| 15   | Z15 = Z5 × Z3                        | Z5 , Z3                                     | |            |
| 16   | Z16                                  | Z8 , Z4 , Z2                                | |            |
| 16   | Z24                                  | Z2 (15) , Z2 (35) , Z23 (15)                | |            |
| 16   | Z4 × Z2                              | Z2 (7) , Z4 (4) , Z2 (7) , Z23, Z4 × Z2 (6) | |            |
| 16   | Z8 × Z2                              | Z2 (3) , Z4 (2) , Z2, Z8 (2) , Z4 × Z2      | |            |
| 16   | Z42                                  | Z2 (3), Z4 (6) , Z2, Z4 × Z2 (3)            | |            |

## Lijst van kleine niet-abelse groepen
| Orde | Groep                                       | Ondergroepen                                         | Eigenschappen | Cykelgraaf |
| ---- | ------------------------------------------- | ---------------------------------------------------- | --- | ---------- |
| 6    | S3 = Dih3                                   | Z3 , Z2 (3)                                          | De kleinste niet-abelse groep |            |
| 8    | Dih4                                        | Z4, Z2 (2) , Z2 (5)                                  | |            |
| 8    | Quaternionengroep, Q8 = Dic2                | Z4 (3), Z2                                           | De kleinste Hamiltoniaanse groep |            |
| 10   | Dih5                                        | Z5 , Z2 (5)                                          | |            |
| 12   | Dih6 = Dih3 × Z2                            | Z6 , Dih3 (2) , Z2 (3) , Z3 , Z2 (7)                 | |            |
| 12   | A4                                          | Z2 , Z3 (4) , Z2 (3)                                 | De kleinste groep die aantoont dat een groep geen ondergroep van elke orde hoeft te hebben die een deler is van de orde van de groep: geen ondergroep van orde 6 (Zie Stelling van Lagrange en de stellingen van Sylow.) |            |
| 12   | Dic3 = Z3 ⋊ Z4                              | Z2, Z3, Z4 (3), Z6                                   | |            |
| 14   | Dih7                                        | Z7, Z2 (7)                                           | |            |
| 16   | Dih8                                        | Z8, Dih4 (2), Z2 (4), Z4, Z2 (9)                     | |            |
| 16   | Dih4 × Z2                                   | Dih4 (2), Z4 × Z2, Z23 (2), Z2 (11), Z4 (2), Z2 (11) | |            |
| 16   | Veralgemeende quaternionengroep, Q16 = Dic4 |                                                      | |            |
| 16   | Q8 × Z2                                     |                                                      | Hamiltoniaan |            |
| 16   | De orde 16 quasidihedrale groep             |                                                      | |            |
| 16   | De orde 16 modulaire groep                  |                                                      | |            |
| 16   | Z4 ⋊ Z4                                     |                                                      | |            |
| 16   | De groep gegenereerd door de Pauli-matrices |                                                      | |            |
| 16   | G4,4 = Z2 ⋊ Z4                              |                                                      | |            |

## Aantal abelse en niet-abelse groepen per orde
| Orde | Totaal | Abels | Niet-abels |
| ---- | ------ | ----- | ---------- |
| 1    | 1      | 1     | 0          |
| 2    | 1      | 1     | 0          |
| 3    | 1      | 1     | 0          |
| 4    | 2      | 2     | 0          |
| 5    | 1      | 1     | 0          |
| 6    | 2      | 1     | 1          |
| 7    | 1      | 1     | 0          |
| 8    | 5      | 3     | 2          |
| 9    | 2      | 2     | 0          |
| 10   | 2      | 1     | 1          |
| 11   | 1      | 1     | 0          |
| 12   | 5      | 2     | 3          |
| 13   | 1      | 1     | 0          |
| 14   | 2      | 1     | 1          |
| 15   | 1      | 1     | 0          |
| 16   | 14     | 5     | 9          |
| 17   | 1      | 1     | 0          |
| 18   | 5      | 2     | 3          |
| 19   | 1      | 1     | 0          |
| 20   | 5      | 2     | 3          |
| 21   | 2      | 1     | 1          |
| 22   | 2      | 1     | 1          |
| 23   | 1      | 1     | 0          |
| 24   | 15     | 3     | 12         |
| 25   | 2      | 2     | 0          |
| 26   | 2      | 1     | 1          |
| 27   | 5      | 3     | 2          |
| 28   | 4      | 2     | 2          |
| 29   | 1      | 1     | 0          |
| 30   | 4      | 1     | 3          |

## Kleine groepen bibliotheek
Het groeptheoretische computeralgebrasysteem GAP bevat de "Kleine groepenbibliotheek". Deze bibliotheek geeft toegang tot beschrijvingen van groepen met een kleine orde. In deze lijst komen groepen, die isomorf zijn, één keer voor. Op dit moment bevat de bibliotheek de onderstaande groepen:
- Die van orde van ten hoogste 2000, met uitzondering van orde 1024 (423.164.062 groepen, de orde van 1024 moest worden overgeslagen, alleen hiervoor zijn er bijna 50 miljard (49.487.365.422) niet-isomorfe 2-groepen van orde 1024);
- Die van een orde, waar geen derde macht in voorkomt, van ten hoogste 50.000 (in totaal 395.703 groepen);
- Die van een orde, waar geen kwadraat in voorkomt;
- Die van orde {\displaystyle p^{n}}, waar n ten hoogste 6 is en p een priemgetal is;
- Die van orde {\displaystyle p^{7}} voor p = 3,5,7,11 (in totaal 907.489 groepen);
- Die van orde qn ×p, waar qn verdeelt 28, 36, 55 of 74 en waar p een willekeurig priemgetal is dat verschilt van q;
- Diegenen, waarvan de orde in ten hoogste 3 priemgetallen is te ontbinden.

De bibliotheek bevat beschrijvingen van de beschikbare groepen in een vorm die leesbaar is voor computers.

## Voetnoten
1. ↑  Wild, Marcel. "The Groups of Order Sixteen Made Easy", American Mathematical Monthly, januari 2005
2. ↑  Humphreys, John F. (1996). A Course in Group Theory. Oxford University Press, 238–242. ISBN 0198534590.
3. ↑  Hans Ulrich Besche  De kleine groepen bibliotheek